# (28832) Akana
(28832) Akana est un astéroïde de la ceinture principale d'astéroïdes.

## Description
(28832) Akana est un astéroïde de la ceinture principale d'astéroïdes. Il fut découvert le 7 mai 2000 à Socorro (Nouveau-Mexique) par le projet LINEAR. Il présente une orbite caractérisée par un demi-grand axe de 2,96 UA, une excentricité de 0,06 et une inclinaison de 3,5° par rapport à l'écliptique.

## Compléments